# ヴァラド
ヴァラド （Varades）は、フランス、ペイ・ド・ラ・ロワール地域圏、ロワール＝アトランティック県にかつて存在したコミューン。
2016年1月1日、ベリニェ、ラ・シャペル＝サン＝ソヴール、ラ・ルクシエールと合併し、コミューン・ヌーヴェル（fr）であるロワロクサンスとなった。

## 地理

県におけるヴァラドの位置

コミューンはアンスニの15km東にある。ロワール川に面しており、かつての川がせき止められて残った三日月湖にも接する。
1999年にINSEEがまとめた順位表によると、ヴァラドはバンリューを持たない都市的地域である。

## 歴史
ヴァラドの地には、12世紀初頭に小さな領主の領地があったと述べられている。領主は、1105年に死んだブリアン1世までさかのぼることができる。ブリアン1世の妻は、オリルディといい、ロワール川での物資運搬に関するトンリュー（fr、市場で商品に課される税金を表示する権利）の免除権を、マルムーティエ修道院（トゥール）に与えている。彼はおそらくサン・マルタン修道院の創設者であり、領主の地位を継承していったのは息子たちであった。
1793年10月18日、ヴァンデの反乱の反乱側指導者シャルル・ド・ボンシャンは、メイユレにある漁夫ジャン・ベリオンの自宅で死去した。この住宅は、遺体が部下たちによってロワール川を船で運ばれた後、彼の名を冠するようになった。名誉と信仰を貫いたこの人物は、王党派によってサン＝フロラン＝ル＝ヴィエイユ修道院地下礼拝堂に閉じ込められていた、共和国側の捕虜たちを解放させたのである。キリスト教徒としての慈悲が彼の最期の願いであり、部下たちはボンシャンの言葉『捕虜たちに特赦を。ボンシャンが望み、ボンシャンが命じたのだ。』と口々に言いながら、5000人もの捕虜を解放した。

## 人口統計
| 1962年 | 1968年 | 1975年 | 1982年 | 1990年 | 1999年 | 2006年 | 2011年 |
| ------ | ------ | ------ | ------ | ------ | ------ | ------ | ------ |
| 2565   | 2741   | 2882   | 2929   | 3039   | 3193   | 3527   | 3563   |

参照元:1999年までEHESS、2004年以降INSEE